# 10028 Bonus
10028 Bonus este un asteroid din centura principală de asteroizi.

## Descriere
10028 Bonus este un asteroid din centura principală de asteroizi. A fost descoperit pe 5 mai 1981 la Observatorul Palomar de Carolyn S. Shoemaker. Asteroidul prezintă o orbită caracterizată de o semiaxă mare de 2,43 ua, o excentricitate de 0,18 și o înclinație de 1,6° în raport cu ecliptica.